# Saudia-Flug 162
Am 23. Dezember 1980 kam es auf einer Lockheed L-1011 TriStar auf dem internationalen Linienflug Saudia-Flug 162 von Dschidda über Dhahran nach Karatschi zu einem Zwischenfall, bei dem zwei der 291 Insassen starben und das Flugzeug schwer beschädigt wurde.
Nur vier Monate zuvor war eine andere Lockheed L-1011 Tristar 200 (Saudia-Flug 163) nach einer Notlandung aufgrund eines Feuers an Bord auf dem Flughafen Riad (alt) ausgebrannt, wobei alle 301 Insassen starben.

## Verlauf
Das Flugzeug startete um 22:30 Uhr Ortszeit in Dschidda und landete ohne Zwischenfälle um 00:29 Uhr in Dhahran. Dort wurde das Flugzeug betankt. Außerdem stiegen 60 Passagiere aus dem Flugzeug aus und 87 hinzu. Um 01:51 Uhr startete die Maschine auf der Startbahn 34L mit der Freigabe, auf der Flugroute Amber 1 zu fliegen und auf 33.000 ft. (10.050 m) zu steigen. Die geschätzte Flugzeit betrug eine Stunde und 52 Minuten. Um 02:12 Uhr kam es im Steigflug auf einer Höhe von 29.000 ft (8840 m) über den internationalen Gewässern des Golfs von Bahrain zu einer explosiven Dekompression, wodurch ein etwa 1 m langes und 45 cm breites Loch im Kabinenboden entstand, durch das ein 14 Jahre altes Mädchen und ein 1½ Jahre alter Junge aus dem Flugzeug gerissen wurden. Ihre Leichname wurden nicht gefunden. Trümmer schossen durch die Kabine, darunter auch Metallteile und Reifengummiteile, wodurch mehrere Passagiere verletzt wurden. Auch kam es zu Flüssigkeitsverlust in den Hydrauliksystemen A und B, weshalb das dazugehörige Warnlicht aufleuchtete, sowie zum Versagen des Stromgenerators von Triebwerk Nr. 2 (Hecktriebwerk) und zu einer Warnung über die linke Hauptfahrwerksklappe, nachdem diese abgerissen war. Die Sauerstoffmasken wurden manuell ausgelöst und der Flugkapitän übernahm die Kontrolle, woraufhin er einen Notsinkflug einleitete und eine Notlandung auf dem Flughafen Doha beschloss. Die Flugsicherung Bahrain übergab die Kontrolle an die Flugsicherung Doha, die den Piloten der TriStar die Freigabe zur Landung auf der Landebahn 34 erteilte. Beim Setzen des Landeklappenhebels auf 4° fuhren die Landeklappen nicht aus und der Flugkapitän meldete, dass er die Querruder nach links drehen müsse, um das Flugzeug im Horizontalflug mit stabilem Kurs zu halten. Er entschied sich, ohne ausgefahrene Landeklappen zu landen, und ließ 16 t Treibstoff ab, um die Flugzeugmasse für die Landung zu verringern. Währenddessen hielt die Kabinenbesatzung die Passagiere ruhig und demonstrierte ihnen die Brace position. Während des Landeanflugs wurde das Fahrwerk auf normale Weise ausgefahren und das Flugzeug landete um 02:48 Uhr, wobei die volle Bremskraft zum Stoppen des Flugzeugs genutzt wurde. Danach lenkte der Flugkapitän das Flugzeug über eine Rollbahn auf das Vorfeld, wo er die Triebwerke Nr. 1 (links) und Nr. 3 (rechts) abschaltete. Die Flugzeugtüren L-1 und L-2 wurden geöffnet, ohne dass die Notrutschen aufgeblasen wurden, weil die benötigte Energie vom Generator des Triebwerkes Nr. 2 nicht vorhanden war. Das vom Flugingenieur daraufhin gestartete Hilfstriebwerk konnte nicht an die Sammelschiene angeschlossen werden. Schließlich wurde das Flugzeug über die herangefahrenen Treppen evakuiert. Fünf leicht verletzte Passagiere wurden zur Untersuchung und Behandlung in ein Krankenhaus gebracht und später entlassen. Nach dem Zwischenfall wurde das Flugzeug repariert.

## Unfallermittlung
Sowohl der Stimmenrekorder des Typs Fairchild A-100 als auch der Flugdatenschreiber des Typs Lockheed 209E funktionierten trotz guten Zustands nicht ordnungsgemäß, wobei ersterer nur die Gespräche nach der Landung und letzterer falsche Daten aufzeichnete. Der Unfall wurde vom NTSB untersucht. Die Ermittlungen ergaben, dass ein Reifen versagt hatte, ebenso dessen Felge vom Typ P/N 3-1311-3. Die Dicke des Flansches, welcher von der B. F. Goodrich Company hergestellt wurde, betrug ca. 1,17 cm, was die Anforderungen für Felgen erfüllte, die vor dem 24. Juni 1975 hergestellt wurden, aber nicht für die seitdem produzierten: Felgen, die nach dem 24. Juni 1975 hergestellt wurden, mussten eine Flanschdicke von ca. 1,24 bis 1,40 cm aufweisen und wurden dem Typ P/N 3-1365 zugeordnet, den sogenannten „improved wheels“. Das NTSB fand heraus, dass inländische Fluggesellschaften, welche die Lockheed TriStar einsetzten, eine Reihe von materialermüdungsbedingten Versagen von Felgen des Typs P/N 3-1311-3, den „unimproved wheels“, gemeldet hatten. So kam es etwa bei Air Canada zu acht, bei Trans World Airlines zu 30 und bei Eastern Air Lines zu 56 Versagensfällen der „unimproved wheels“. Pan American World Airways, die ausschließlich „improved wheels“ eingesetzt hatte, hatte diesbezüglich keine Schwierigkeiten gemeldet. Auch bei Saudia kam es zu mehreren solchen Vorfällen bei den „unimproved wheels“, jedoch keinem bei den „improved wheels“. Während der Ermittlungen konnten Beweise dafür gefunden werden, dass sich in der versagenden Felge ein Ermüdungsriss bildete, welcher trotz etablierter Verfahren nicht entdeckt wurde. Schließlich rissen beim Rollen zur Startbahn in Dhahran zwei Felgenteile ab. Während des Steigflugs baute sich durch den Reifendruck ein Druckunterschied auf, so dass durch die entstandenen Kräfte die restlichen Felgenteile versagten, wodurch die Reifenwulst gegen den gezackten Teil des Felgenflansches drückte. Dadurch platzte der Reifen, und das Gas entströmte explosiv, worauf ein Felgenteil durch das Druckschott schoss, wodurch die Hydraulik beschädigt wurde, und ein anderes in die Kabine, wodurch ein Teil des Kabinenbodens in die Decke schoss und die dort befindlichen Ansteuerungen für die Landeklappen und die Querruder beschädigte. Darüber hinaus wurden die elektrischen Systeme schwer beschädigt.

## Sicherheitsempfehlungen
Das NTSB gab am 6. Januar 1981 folgende fünf Sicherheitsempfehlungen an die FAA heraus:
- 1. Die Lufttüchtigkeitsanweisung an alle Betreiber der Lockheed TriStar, beim nächsten Reifenwechsel oder innerhalb der 20 Zyklen die Flanschdicke aller Felgen des Typs P/N 3-1365 mit einer Seriennummer bis 1404 zu messen, welche auf Flugzeugen mit einer Höchstabflugmasse von 195 t oder mehr eingesetzt wurden, verbunden mit der Auflage, alle Felgen mit einer Außenflanschdicke von unter 1,245 cm bei Flugzeugen mit einer Höchstabflugmasse von 195 t oder mehr zu entfernen (wurde akzeptiert).
- 2. Die Einleitung einer Untersuchung von Teilen, welche von B. F. Goodrich hergestellt wurden, durch eine Qualitätssicherungsanalysenüberprüfungsgruppe oder die Versicherung der Übereinstimmung der Hersteller mit den aktuellen aufsichtsrechtlichen Anforderungen zur Produktionszertifikation und speziell die Erteilung und Genehmigung von „Service Bulletins“, Untersuchungen und Berichten zu Zwischenfällen, Wartung von sachgemäßer Herstellung und Prüfprotokolle und die Koordination von Zwischenfällen mit primären Flugwerkherstellern (wurde akzeptiert).
- 3. Die Aufforderung an alle Reifen-, Felgen- und Flugwerkhersteller, alle technischen Daten an alle Betreiber zu veröffentlichen und zu verbreiten, um den Effekt auf die Materialermüdung der Flugzeugfelgen durch Hebung oder Senkung des Reifeninnendrucks zu ermitteln (wurde abgelehnt).
- 4. Das Erstellen eines Programms mit Fluggesellschaften, Felgen- und Flugwerksherstellern, um effektive zerstörungsfreie Inspektionstechnik für alle Kombinationen zwischen Flugzeugen und Felgen zu finden, und die Aufforderung an die Betreiber, effektive Inspektionsprogramme auszuführen (wurde abgelehnt).
- 5. Die zügige Verbreitung aller geforderten Felgeninspektionen und Leistungsprogramme an alle ausländischen zivilen Luftfahrtbehörden mit behördlicher Verantwortlichkeit über Betreiber in den USA hergestellter Flugzeuge und Ausrüstung (wurde akzeptiert).